# Leslie Compton
Leslie Harry „Les“ Compton (* 12. September 1912 in Woodford; † 27. Dezember 1984 in Hendon) war ein englischer Fußball- und Cricketspieler. Er gewann als Mittelläufer gemeinsam mit seinem Bruder Denis als Spieler des FC Arsenal 1948 die englische Meisterschaft sowie 1950 den FA Cup. Er bestritt dazu im November 1950 zwei A-Länderspiele für England und ist bis heute der älteste Debütant als Feldspieler für die „Three Lions“.

## Sportlicher Werdegang

### Laufbahn als Fußballspieler
Wie sein Bruder Denis war Leslie Compton früh im Cricket aktiv für Middlesex, aber er sollte – im Gegensatz zu seinem Bruder – die deutlich größeren Erfolge im Fußball feiern. Er schloss sich im Jahr 1930 dem Erstligisten FC Arsenal als Amateur an und am 24. April 1932 debütierte er zwei Monate nach Unterzeichnung eines Profivertrags auswärts in der Partie gegen Aston Villa. In der goldenen Zeit der „Gunners“ in den 1930ern, die dem FC Arsenal fortan bis 1938 gleich vier englische Meisterschaften bescherte, war Compton zunächst nur eine Randfigur. Er steuerte zu den Erfolgen in den Spielzeiten 1932/33 (4 Einsätze), 1933/34 (kein Einsatz), 1934/35 (5 Einsätze), 1937/38 (9 Einsätze) jeweils zu wenig für den jeweiligen Erhalt einer Meistermedaille bei. Dies lag vor allem daran, dass er als gelernter rechter Verteidiger den dort ansässigen Stammspieler George Male nicht verdrängen konnte und stattdessen häufig in der Reservemannschaft agierte. Seinen ersten Titel errang er Ende September 1938 im Charity Shield, als er mit seinen Mannen Preston North End mit 2:1 besiegte.
Während der kriegsbedingten Unterbrechung des offiziellen Spielbetriebs sammelte er weiterhin für Arsenal in „Wartime Games“ Spielpraxis und wuchs dabei immer mehr in die Rolle des Abwehrchefs als Mittelläufer im Zentrum hinein. Nach der Wiederaufnahme des Ligaalltags im Jahr 1946 war er fünf Jahre lang Stammspieler in Arsenals Verteidigung. Als der Verein in der Saison 1947/48 einen weiteren englische Meistertitel errang, absolvierte Compton 35 von 42 Ligapartien und verpasste den Rest nur aufgrund von parallelen Verpflichtungen im Cricket für Middlesex. Zwei Jahre später folgte der Gewinn des FA Cups durch einen 2:0-Sieg im Finale gegen den FC Liverpool. Dabei hatte er in der Runde zuvor einen seltenen, aber wichtigen Treffer erzielt, als er gegen den FC Chelsea mit dem Tor zum 2:2-Endstand ein Wiederholungsspiel erzwang, das Arsenal schließlich mit 1:0 für sich entschied.
Im November 1950 kam Compton zu späten Ehren in der englischen Nationalmannschaft. Er bestritt gegen Wales (4:2) und Jugoslawien (2:2) zwei A-Länderspiele und ist bis heute mit 38 Jahren, zwei Monaten und drei Tagen der älteste Feldspieler-Debütant für England. Nach einem weiteren Jahr als Stammkraft für Arsenal verlor er seinen Platz zu Beginn der Saison 1951/52 und nach seinem Rücktritt als aktiver Fußball im Jahr 1953 arbeitete er noch einige Jahre im Trainerstab und als Scout für Arsenal.

### Karriere im Cricket
Neben seiner Fußballerlaufbahn spielte Compton zwischen 1938 und 1956 First-Class Cricket für Middlesex, wobei er häufig auf der Position des Wicket-Keepers eingesetzt wurde. Gemeinsam mit seinem Bruder Denis gewann er 1947 die County Championship und das Brüderpaar ist bis heute das einzige, das sowohl im Cricket als im Fußball die nationale Meisterschaft gemeinsam erringen konnte. Im Gegensatz zu Denis spielte Leslie Compton aber nie Test Cricket für England. Insgesamt spielte Compton 274 First-Class Begegnungen und konnte dabei als Batter 5.814 Runs, sowie 468 Catches und 131 Stumpings erzielen. Sein einziges Century erzielte er im August 1947, als ihm 181 Runs gegen Derbyshire gelangen, was das Spiel drehte und in der Folge zur Meisterschaft führte. In seinem benefit-Match 1954 verlor er sein Wicket durch einen Run Out der durch seinen Bruder initiiert wurde.

## Nach der aktiven Karriere
Compton betrieb später die Gaststätte „Hanley Arms“ im Londoner Norden und verstarb im Alter von 72 Jahren kurz nach Weihnachten 1984 an den Folgen von Diabetes.

## Titel/Auszeichnungen
- Englischer Fußballmeister (1): 1948
- Englischer Pokalsieger (1): 1950
- Englischer Supercup (2): 1938, 1948